# Siti carcerari australiani
Con il nome di siti carcerari australiani (Australian Convict Sites) si intende un gruppo di antiche colonie penitenziarie costruite sotto l'Impero britannico tra XVIII e XIX secolo. Gli undici siti inclusi nella lista si trovano in zone costiere nei pressi di Sydney, in Tasmania, sull'Isola Norfolk e vicino a Fremantle. Ognuno di essi aveva una propria vocazione e funzione specifica nell'ambito della complessiva organizzazione del sistema penale coloniale.
I siti inclusi sono i seguenti:
1. Penitenziario su Cockatoo Island (Nuovo Galles del Sud) [1]
2. Great North Road (Nuovo Galles del Sud) [2]
3. Hyde Park Barracks (Nuovo Galles del Sud) [3]
4. Old Government House a Paramatta (Nuovo Galles del Sud) [4]
5. Kingston and Arthurs Vale Historic Area (Isola Norfolk) [5]
6. Brickendon and Woolmers Estates (Tasmania)  [6][7]
7. Cascades Female Factory (Tasmania) [8]
8. Coal Mines Historic Site (Tasmania) [9]
9. Darlington Probation Station (Tasmania) [10]
10. Port Arthur (Tasmania) [11]
11. Fremantle Prison (Australia Occidentale) [12]